# پیش‌بینی (اقتصاد)
پیش‌بینی، فرایند برآورد موقعیت‌های ناشناخته است. یک پیش‌بینی یک پیش گویی در مورد رویدادهای آینده در اختیار می‌گذارد و می‌تواند تجارب گذشته را به پیش‌بینی حوادث آینده بدل سازد. در سال‌های اخیر پیش‌بینی، به پیش‌بینی شیوه طرح تقاضا در کسب وکار روزانه شرکت‌های سازنده تبدیل شده است. (Armstrong, ۲۰۰۱)

## اهمیت پیش‌بینی
پیش‌بینی ابزاری قدرتمند در فرایند برنامه‌ریزی هر کاری است. آنچه که در هر پیش‌بینی، اهمیّت ویژه‌ای دارد، میزان دقّت آن است. به همین دلیل روش‌های متعدّدی جهت پیش‌بینی وجود دارد. اصولاً پیش‌بینی به دو روش اصلی تقسیم می‌شود:
1. روش‌های آماری
2. روش‌های ریاضی و قطعی

در روش‌های آماری، پارامترهای مدل پیش‌بینی، به صورت «احتمالی» برآورد می‌شوند، در حالیکه در روش‌های ریاضیاتی، پارامترهای مدل به صورت «قطعی» برآورد می‌گردند. طبیعی است که روش آماری از قابلیت بیش‌تری برخوردار است؛ زیرا با تغییر دقّت پیش‌بینی، پارامترهای مدل نیز متناسب با آن تغییر می‌کند.
چنین اهمیّتی باعث شده تا تحقیقات در زمینهٔ مدل‌ها و تکنیک‌های پیش‌بینی در چند دههٔ اخیر، با شتاب بیش‌تری مواجه شوند. پیش‌بینی در شاخه‌های مختلف علوم از قبیل زنجیرهٔ تأمین، برنامه‌ریزی حمل و نقل، پیش‌بینی در اقتصاد، مخابرات، تولید، پیش‌بینی هوا و شرایط جوّی، زمین‌لرزه، کارایی بازیگران و تیم‌های ورزشی کاربرد دارد. (Rescher, ۱۹۹۸)

## مسائل پیش‌بینی
مسائلی که پیش‌بینی در آن‌ها مطرح می‌شود، دو گروه می‌باشند: (Statsoft, ۲۰۰۲)
- مسائلی که پیش‌بینی با هدف طبقه‌بندی ورودی‌ها و تعیین اینکه هر ورودی متعلق به چه طبقه‌ای است انجام می‌شود. خروجی در اینجا یک متغیر اسمی است.
- مسائلی که با تخمین یا رگرسیون پیشگویی یک متغیر پیوسته مثل تعیین قیمت روز بعد سهام، انجام می‌پذیرد. در اینجا خروجی متغیر عددی می‌باشد.

سؤالات کلیدی که در پیش‌بینی باید به آن‌ها پاسخ داده شود، عبارتند از:
- منظور و مقصود ما از پیش‌بینی چیست؟
- مشخصاً چه چیزی را می‌خواهیم پیش‌بینی کنیم؟
- وقایع گذشته در پیش‌بینی آینده چقدر اهمیت دارند؟
- چه سیستمی برای انجام پیش‌بینی به کا برده خواهد شد؟

در پیش‌بینی باید سه مورد را مد نظر قرار داد:
«پریود پیش‌بینی»، «افق پیش‌بینی» و «فاصله پیش‌بینی»
پریود پیش‌بینی نوع پیش‌بینی را تعیین می‌کند؛ مثلاً اینکه پیش‌بینی هفتگی، ماهانه یا فصلی است. افق پیش‌بینی، تعداد پریودها یی را تعیین می‌کند که پیش‌بینی در آینده برای آن انجام می‌شود؛ مثلاً پیش‌بینی هفتگی با افق پنج هفته، انجام شود. فاصله پیش‌بینی، مشخص‌کننده مدت زمانی است که پیش‌بینی‌های جدید، تهیه می‌شوند. فاصله و پریود پیش‌بینی، غالباً یکسان در نظر گرفته می‌شوند. پریود و افق پیش‌بینی، معمولاً بوسیله فرایند تصمیمی که نیاز به پیش‌بینی دارد، دیکته می‌شود.
پیش‌بینی به صورت کوتاه‌مدت، میان مدت و بلند مدت انجام می‌شود.
- پریود پیش‌بینی، در پیش‌بینی‌های کوتاه مدت، ماهانه، هفتگی و روزانه (بین ۰ تا ۳ ماه) است. اغلب این پیش‌بینی‌ها بر اساس ویژگی‌های سری زمانی داده‌ها صورت می‌پذیرد.
- پریود پیش‌بینی در پیش‌بینی‌های میان مدت، بین سه ماه تا دو سال است. در این نوع پیش‌بینی، ویژگی‌های ساختار اقتصادی و روابط بین متغیرها نیز در کنار مقادیر وقفه‌ای متغیرها، اهمیت بیشتری پیدا می‌کنند.
- پیش‌بینی‌های بلندمدت غالباً بیش از دو سال هستند، پویایی‌های کوتاه مدت نادیده گرفته می‌شود و روی روندها و ویژگی‌های ساختار اقتصاد، بیشتر تمرکز می‌شود.

## دقت پیش‌بینی
نکته قابل توجه دیگر در پیش‌بینی، «دقت پیش‌بینی» است. در سال‌های اخیر مطالعات متعددی در زمینه چگونگی ارزیابی دقت پیش‌بینی
صورت گرفته است. خصوصیات محیطی، از قبیل طبیعت متغیر مورد پیش‌بینی، افق پیش‌بینی، ایدئولوژی پیش‌بینی‌کننده و فناوری مورد
استفاده، عوامل مؤثر در دقت پیش‌بینی هستند. (Collopy and Armstrong, ۱۹۹۲)
خطای پیش‌بینی، اختلاف مقدار واقعی و مقدار پیش‌بینی شده در پریود متناظر می‌باشد. اگر E خطای پیش‌بینی در پریود t, Y مقدار حقیقی در پریود t و F مقدار پیش‌بینی در پریود t باشد، خطای پیش‌بینی طبق رابطه زیر، برابر است با:
{\displaystyle Et=Yt-Ft}
غالباً شاخص‌هایی برای ارزیابی صحت پیش‌بینی استفاده می‌شوند.. معیارهای خطای پیش‌بینی هر چه کمتر باشند نمایانگر پیش‌بینی دقیق تر هستند. (Turchin, ۲۰۰۷)

### چند معیار سنجش خطا در پیش‌بینی
- میانگین قدر مطلق خطا
- میانگین قدر مطلق درصد خطا
- درصد میانگین قدر مطلق خطاها
- میانگین مربعات خطا
- ریشه میانگین مربعات خطاها

تحقیقات نشان داده است، دقت پیش‌بینی‌های کوتاه‌مدت بیشتر از بلندمدت است. همچنین رویکردهای سری زمانی دقیق تر از دیگر مدل‌های
اقتصادسنجی بوده است. (Batchelor, ۱۹۹۰)

## پیش‌بینی اقتصادی در ایران
با توجه به سرعت تغییرات در جهان معاصر که سبب ناپایدار شدن شرایط محیطی و ایجاد حس نا امنی در زندگی بشری و نیز در فضای کسب و کار شده است، پیش‌بینی‌های اقتصادی در ایران نیز مورد توجه قرار گرفته است. در این راستا شرکت‌ها و سازمان‌های مختلفی پا به عرصهٔ ارائهٔ خدمات پیش‌بینی در اقتصاد و کسب و کار و همچنین در زمینهٔ تغییرات تکنولوژیک گذارده‌اند که از آن جمله می‌توان به پایگاه پیش‌بینی‌های تحلیلی بخارا اشاره کرد.